# Planetary (GO!)
"Planetary (GO!)" é o quarto single e quinta faixa do álbum de estúdio da banda My Chemical Romance, Danger Days: The True Lives of the Fabulous Killjoys.

## Lançamento
Em 4 de Fevereiro de 2011, My Chemical Romance anunciou que a canção seria lançada com o quarto single (terceiro oficial) do álbum, pelo seu site oficial. Além disso, a canção também apareceu no game  Gran Turismo 5 e F1 2011 do PlayStation 3 (excluindo a versão japonesa) e também foi apresentada durante as classificações no Super Bowl XLV.

## Videoclipe
O vídeo foi filmado em 24 de fevereiro de 2011, na O2 Academy, em Islington.

## Lista de faixas
Primeira Versão (CD Promocional)
| N.º | Título | Duração |  |

Segunda Versão (Download digital)
| N.º | Título | Duração |  |

## Desempenho nas paradas musicais
| Parada musical (2011)                               | Melhor posição |
| --------------------------------------------------- | -------------- |
| Reino Unido - UK Rock (The Official Charts Company) | 1              |